# Llanelli (circonscription du Senedd)
Pour les articles homonymes, voir Llanelli (homonymie).
Llanelli est une circonscription de l'Assemblée nationale du pays de Galles.

## Membres de l'Assemblée
| Élection | Élection | Membre           | Parti       | Portrait |
| -------- | -------- | ---------------- | ----------- | -------- |
|          | 1999     | Helen Mary Jones | Plaid Cymru |          |
|          | 2003     | Catherine Thomas | Labour      |          |
|          | 2007     | Helen Mary Jones | Plaid Cymru |          |
|          | 2011     | Keith Davies     | Labour      |          |
|          | 2016     | Lee Waters       | Labour      |          |

## Élections

### Élections dans les années 2010
| Élections de l'Assemblée galloise 2016: Llanelli |                        |                  |        |       |       |
| Parti                                            | Parti                  | Candidat         | Votes  | %     | ±     |
|                                                  | Labour                 | Lee Waters       | 10,267 | 36.5  | -3.2  |
|                                                  | Plaid Cymru            | Helen Mary Jones | 9,885  | 35.2  | -4.3  |
|                                                  | UKIP                   | Kenneth Rees     | 4,132  | 14.7  | +14.7 |
|                                                  | Conservateur           | Stefan Ryszewski | 1,937  | 6.9   | -4.2  |
|                                                  | Putting Llanelli First | Siân Caiach      | 1,113  | 4.0   | -3.7  |
|                                                  | Green                  | Guy Smith        | 427    | 1.5   | +1.5  |
|                                                  | Liberal Democrats      | Gemma Bowker     | 355    | 1.3   | -0.8  |
| Majorité                                         | Majorité               | Majorité         | 382    | 1.3   | +1.0  |
| Participation                                    | Participation          | Participation    | 28,116 | 47.1  | +2.5  |
|                                                  | Labour hold            | Labour hold      | Swing  | +0.55 |       |

| Élections de l'Assemblée galloise 2011: Llanelli |                                  |                                  |        |      |       |
| Parti                                            | Parti                            | Candidat                         | Votes  | %    | ±     |
|                                                  | Labour                           | Keith Davies                     | 10,359 | 39.7 | +3.7  |
|                                                  | Plaid Cymru                      | Helen Mary Jones                 | 10,279 | 39.4 | −10.7 |
|                                                  | Conservateur                     | Andrew Morgan                    | 2,880  | 11.0 | +1.1  |
|                                                  | Putting Llanelli First           | Siân Caiach                      | 2,004  | 7.7  | +7.7  |
|                                                  | Liberal Democrats                | Cheryl Philpott                  | 548    | 2.1  | −1.7  |
| Majorité                                         | Majorité                         | Majorité                         | 80     | 0.3  |       |
| Participation                                    | Participation                    | Participation                    | 26,070 | 44.6 | −4.6  |
|                                                  | Labour vainqueur sur Plaid Cymru | Labour vainqueur sur Plaid Cymru | Swing  | +7.2 |       |

### Élections dans les années 2000
| Élections de l'Assemblée galloise 2007: Llanelli |                                  |                                  |        |      |      |
| Parti                                            | Parti                            | Candidat                         | Votes  | %    | ±    |
|                                                  | Plaid Cymru                      | Helen Mary Jones                 | 13,839 | 50.1 | +7.4 |
|                                                  | Labour                           | Catherine Thomas                 | 9,955  | 36.1 | −6.7 |
|                                                  | Conservateur                     | Andrew D. Morgan                 | 2,757  | 10.0 | +2.6 |
|                                                  | Liberal Democrats                | Jeremy N. Townsend               | 1,051  | 3.8  | −3.3 |
| Majorité                                         | Majorité                         | Majorité                         | 3,884  | 14.1 |      |
| Participation                                    | Participation                    | Participation                    | 27,602 | 49.2 | +8.9 |
|                                                  | Plaid Cymru vainqueur sur Labour | Plaid Cymru vainqueur sur Labour | Swing  | +7.1 |      |

| Élections de l'Assemblée galloise 2003: Llanelli |                                  |                                  |        |      |      |
| Parti                                            | Parti                            | Candidat                         | Votes  | %    | ±    |
|                                                  | Labour                           | Catherine Thomas                 | 9,916  | 42.8 | +3.1 |
|                                                  | Plaid Cymru                      | Helen Mary Jones                 | 9,895  | 42.8 | +0.5 |
|                                                  | Conservateur                     | Gareth J. Jones                  | 1,712  | 7.4  | +4.2 |
|                                                  | Liberal Democrats                | Ken D. Rees                      | 1,644  | 6.1  | −3.2 |
| Majorité                                         | Majorité                         | Majorité                         | 21     | 0.1  |      |
| Participation                                    | Participation                    | Participation                    | 26,070 | 44.6 | 8.6  |
|                                                  | Labour vainqueur sur Plaid Cymru | Labour vainqueur sur Plaid Cymru | Swing  | +1.3 |      |

### Élections dans les années 1990
| Élections de l'Assemblée galloise 1999: Llanelli |                                       |                   |        |      |     |
| Parti                                            | Parti                                 | Candidat          | Votes  | %    | ±   |
|                                                  | Plaid Cymru                           | Helen Mary Jones  | 11,973 | 42.1 | N/A |
|                                                  | Labour Co-op                          | Ann Garrard       | 11,285 | 39.7 | N/A |
|                                                  | Liberal Democrats                     | Tim R. Dumper     | 2,920  | 10.3 | N/A |
|                                                  | Conservateur                          | Barrie Harding    | 1,864  | 6.6  | N/A |
|                                                  | Indépendant                           | Anthony G. Popham | 345    | 1.3  | N/A |
| Majorité                                         | Majorité                              | Majorité          | 688    | 2.4  | N/A |
| Participation                                    | Participation                         | Participation     | 28,387 | 48.9 | N/A |
|                                                  | Plaid Cymru Vainqueur (nouveau siège) |                   |        |      |     |